# 電學

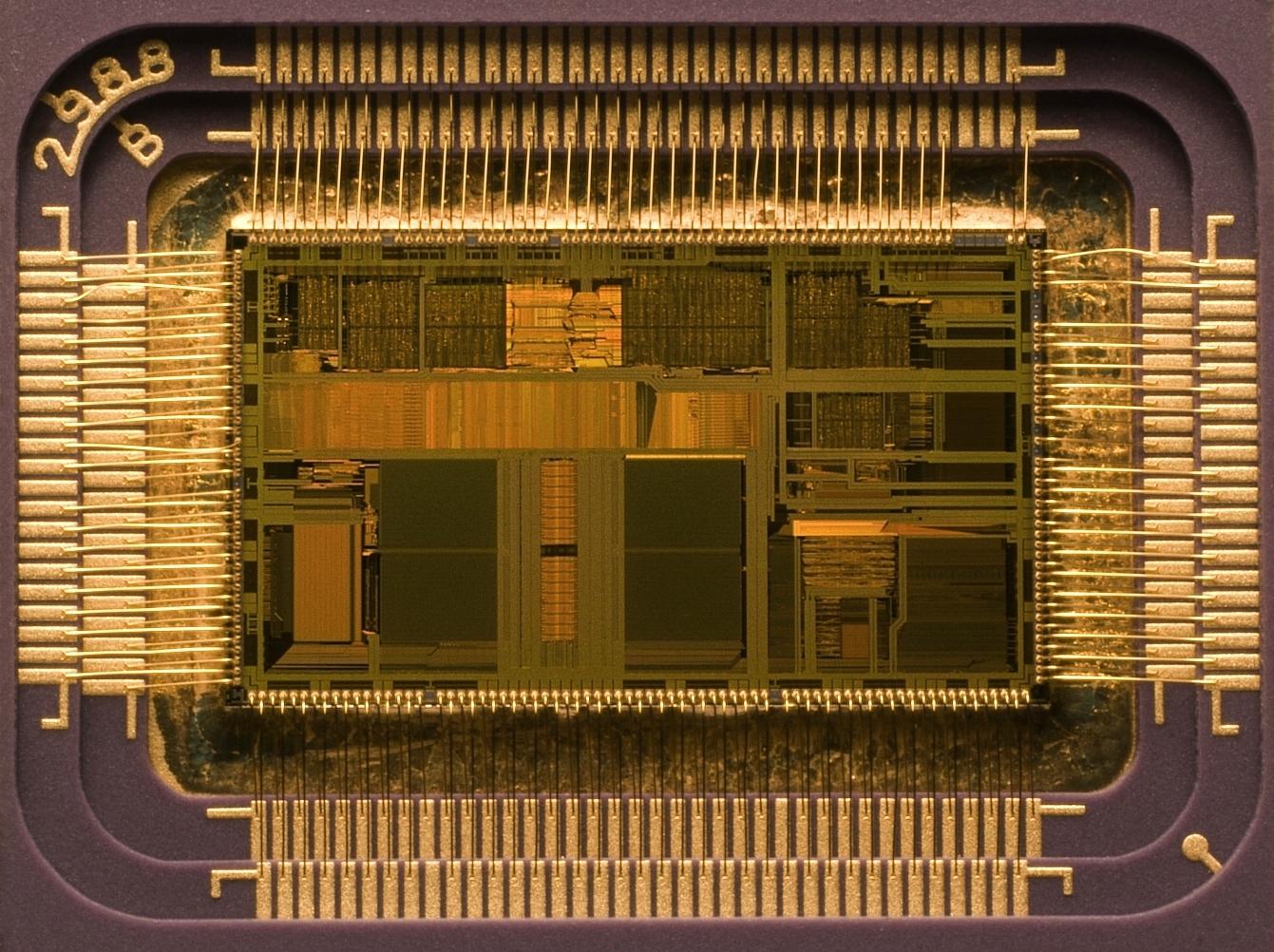
一片Intel 80486DX2微处理器

電學（electricity，electrical science）是涵蓋一切以電為研究基礎的學科，屬物理學的重要分支學科。19世紀末隨著電報、電力系統的應用逐漸奠定了此工程的學科基礎，並廣泛地應用在各個領域。在技職教育上，以基本電學作為起始基礎教育學科，電機工程包括許多「次領域」如：電路學、電子學、電力學、電磁學等等，並且與其他物理科學領域有相互關係。

## 發展歷史
在20世紀初期發明的真空管，可以放大和處理電子訊號，因此產生了廣播、電視、和電話等遠程通訊事業，使人類的通訊和娛樂方式為之改觀。但是以真空管裝配的電子產品，不但體積大而且耗電量多，因此早期的電子工業對人類生活的影響，主要是在通訊和娛樂方面。在20世紀中期所發明的電晶體和其後發展的積體電路（Inte-grated Circuit，簡稱IC）技術，幾乎完全取代了真空管，電子工業產生了革命性的變化，電子電路的設計和製造縮小到微米的尺寸。利用新的電子技術，機器生產得以自動化，通訊更為便捷且多樣化，對人類生活的各個層面產生了深遠的影響。在20世紀的末期，個人電腦和網際網路的普及，縮短了人與人之間的距離，使得天涯若比鄰。

## 电学基本概念

### 基本電學
| 国际单位制电学單位 | 国际单位制电学單位 | 国际单位制电学單位     | 国际单位制电学單位 |
| 基本單位           | 基本單位           | 基本單位               | 基本單位           |
| 單位               | 符號               | 物理量                 | 註                 |
| ------------------ | ------------------ | ---------------------- | ------------------ |
| 安培               | A                  | 電流                   |                    |
| 導出單位           |                    |                        |                    |
| 單位               | 符號               | 物理量                 | 註                 |
| 伏特               | V                  | 電勢，電勢差，電動勢   | = W/A              |
| 歐姆               | Ω                  | 電阻，電抗，阻抗       | = V/A              |
| 法拉               | F                  | 電容                   |                    |
| 亨利               | H                  | 電感                   |                    |
| 西門子             | S                  | 電導，導納，磁化率     | = Ω−1              |
| 庫侖               | C                  | 電荷量                 | = A⋅s              |
| 歐姆⋅米            | Ω⋅m                | 電阻率                 | ρ                  |
| 西門子/每米        | S/m                | 電導率                 |                    |
| 法拉/每米          | F/m                | 電容率；介電常數       | ε                  |
| 反法拉             | F −1               | 電彈性                 | = F −1             |
| 伏安               | VA                 | 交流電功率，視在功率   |                    |
| 無功伏安           | var                | 無功功率，虛功         |                    |
| 瓦特               | W                  | 电功率，有功功率，實功 | = J/s              |
| 千瓦⋅时            | kW⋅h               | 电能                   | = 3.6 MJ           |

- 電子（electron）：在原子中，圍繞在原子核外面帶負電荷的稱為電子。
- 電路（electrics circuit）：由電源、用電器、導線等連接組成的電流通道，分为閉合電路和開合電路。不經負載的闭合电路被稱之为短路。电子元器件在电路中的连接方法有串聯和並聯两种基本形式。
- 電壓（voltage）或稱電位差，是趨使電子流經導線的一種潛能，若把電荷從一點移到另一點必須對電場做功就稱兩點之間存在電壓（電位差）。
- 電子流（electric current）：在電路中正電荷其實不移動，實際移動為電子，電子流的方向為電流的反向
- 電荷（electric charge）是電子負荷的量，電場之源。當正電荷發生淨移動時，在其移動方向上即構成電流。
- 電阻（electric resistance）：限制電路中電流的量，亦稱為電流的阻力。
  - 阻抗（impedance）：交流電路中對電流限制能力（以同電阻用於直流電路非常相似的方式）的一種度量。定義為電壓除以電流
- 電功率（electric Power）：定義為單位時間內所作之功。因導線不積存電荷，故在一閉合電路中有多少電荷通過電池必有相同量之電荷通過電阻。
- 電場（electric field）：正或負電荷周圍產生電作用的區域，電場方向由高電位指向低電位。
- 電容（capacitance）：加電壓至金屬平行板上，電荷會分布於其上，而其所表現的比例常數值，也是存儲電荷能力的度量。
- 電感（inductance）：線圈由變化磁場對另一個線圈（互感，M）或自身（自感，L）產生電壓能力的度量

### 應用電學
- 電源（power supply）：乾電池與家用的110V/220V 交流電源是常見的電壓源。
  - 電壓源：可以維持定值大小的電壓且不受負載變動的影響的來源。
  - 電流源：可以維持定值大小的電流且不受負載變動的影響的來源。
- 充電（electrify）
- 變壓／整流（rectification/commutation）：把交流電(不斷改變方向的電流)變為直流電,只允許電流朝一個方向流動。電燈和電機使用交流電，但大多數電子設備需用直流電。
- 導體 （conductor）
- 接地（ground connection; grounding; earthing）
- 電擊（electric shock）：經由導體接觸到某程度的電壓源，人體只要1mA就會有觸電之感覺，5mA以上就會有肌肉痙攣現象，在嚴格控制下可作為醫療使用，但未受控制下將會造成生命危險。

## 研究領域
主要的研究领域是：

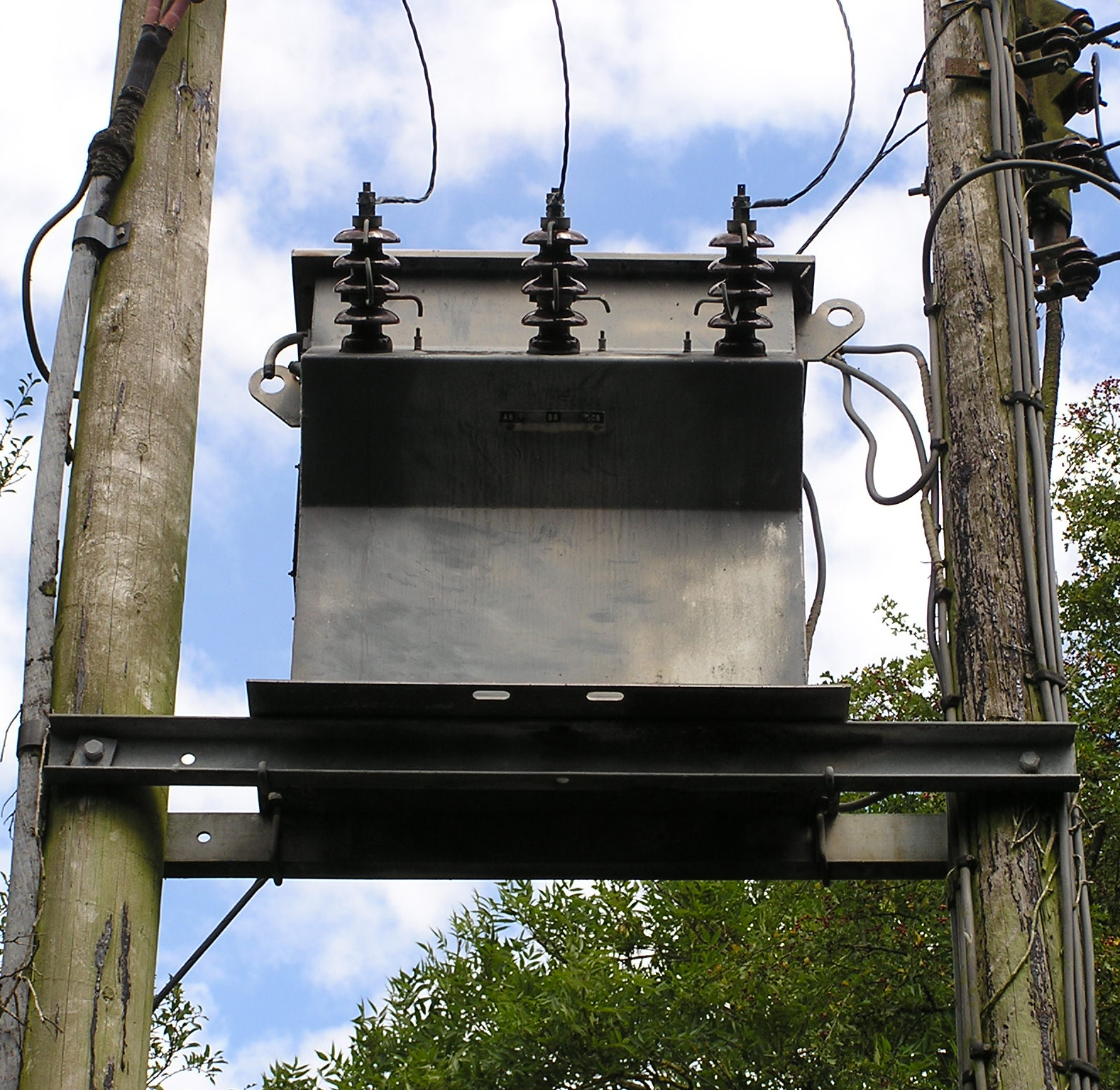
電機工程所設計的電力系統

- 靜電學是研究「靜止電荷」的特性及規律的一門學科。
- 電子學（electronics）以電子電洞為基礎, 探討的電流量通常較小(弱電), 藉由控制帶電粒子, 以達到儲存資料或是控制開關等目的。相关概念如：半導體、積體電路（IC）、印刷電路板（PCB）、固態元件等。
  - 微電子學（microelectronics）是電子學中的子領域，是一項專門研究與學習如何將電子組件（或稱：電子零件）以極小型的方式研製生產的學問。
- 電力學是以探討大電流(強電), 高功率的電路為主的科學, 常應用於發電、供電系統。相关概念如：發電機／馬達、變壓器／整流器、功率元件等。
- 電路學（electric circuits[1][2]，circuitry[3][4]）以克希荷夫定律（Kirchhoff's rules）為基礎，探討元器件的「電壓」與「電流」關係；或是探討放大，雜音的關係。工程師利用電子元件來設計「電路」以實現所需的功能。

次領域有機電整合、壓電力學、數位控制、自動控制、電工學 (electrotechnics)、電磁學、控制系統、機器人學（robotics）、電機（electric machinery）等。
交叉領域有光學（光電學／光電子學）、電化學、電子物理、量子力學、核子工程、電子材料、生物电子学、医学电子学等。
其他相關的基礎學科有微積分、工程數學、離散數學、工程英文等。

## 代表科學家及其贡献
| 科学家                                  | 贡献                   |
| --------------------------------------- | ---------------------- |
| 本杰明·富兰克林（Benjamin Franklin）    | 避雷針                 |
| 安德烈-玛丽·安培（André-Marie Ampère）  | 安培定則、安培定律     |
| 亞歷山卓·伏打（Alessandro Volta）       | 伏打电池               |
| 海因里希·鲁道夫·赫兹（H.Hertz）         | 電磁波                 |
| 迈克尔·法拉第（Michael Faraday）        | 電磁感應、抗磁性、電解 |
| 庫侖（C.A.Coulomb）                     | 庫侖定律               |
| 亨德里克·洛倫茲（H.A.Lorentz）          |                        |
| 约瑟夫·汤姆孙（J.J.Thomson）            | 電子                   |
| 馬克士威（J. C. Maxwell）               | 馬克士威方程組         |
| 维尔纳·海森堡（Werner Heisenberg）      |                        |
| 路易·德布羅意（Louis de Broglie）       |                        |
| 埃尔温·薛定谔（Erwin Schrodinger）      |                        |
| 約瑟·亨利（Joseph Henry）               |                        |
| 尼尔斯·玻尔（Niels Bohr）               |                        |
| 古斯塔夫·基爾霍夫（Gustav Kirchhoff）   | 克希荷夫定律           |
| 戴維南（Léon Charles Thévenin）         | 戴維寧定理             |
| 托马斯·爱迪生（Thomas Alva Edison）     |                        |
| 尼古拉·特斯拉（Nikola Tesla）           |                        |
| 蔡少堂（Leon Ong Chua）                 |                        |
| 愛德華·勞笠·諾頓（Edward Lawry Norton） | 諾頓定理               |